# 월터 카우프만 (철학자)
월터 아놀드 카우프만 (Walter Arnold Kaufmann, 1921년 7월 1일 ~ 1980년 9월 4일)은 독일계 미국인 철학자, 번역가, 시인이다. 다작의 작가인 그는 진정성 과 죽음, 도덕 철학과 실존주의, 유신론과 무신론, 기독교와 유대교, 철학과 문학과 같은 광범위한 주제에 대해 광범위하게 저술했다. 그는 프린스턴 대학교에서 30년 이상 교수로 재직했다.
그는 프리드리히 니체의 학자 이자 번역가로 유명하다. 그는 또한 게오르크 빌헬름 프리드리히 헤겔에 관한 1965년 책을 썼고 괴테의 파우스트 (Faust)와 마르틴 부버의 《나와 너》의 번역본을 출판했다.

## 전기
1921년 7월 1일 독일 Freiburg im Breisgau에서 태어났다.
루터교 신자로 자랐다. 11세 때 그는 삼위일체도 예수의 신성도 믿지 않는다는 사실을 깨닫고 유대교 로 개종했다. 카우프만은 나중에 그의 조부모가 모두 유대인이라는 것을 발견했다. 유태인의 후손이자 유대교로 개종한 카우프만은 극도로 반유대주의적인 나치 독일에서 진정한 위험에 빠졌다. 1939년 미국으로 이주하여 공부하기 시작했다. 스탠리 콘골드(Stanley Corngold)는 그곳에서 "유대인 의식에 대한 헌신을 포기하면서 모든 기존 종교에 대해 매우 비판적인 태도를 발전시켰다"고 기록한다.
카우프만은 1941년 윌리엄스 칼리지를 졸업하고 하버드 대학교에 진학하여 1942년 철학 석사 학위를 받았다. 그러나 그의 연구는 전쟁으로 중단되었다. 그는 미 육군 공군에 입대하여 캠프 리치에 배치되었으며 유럽의 군사 정보국 의 심문관으로 일하게 될 많은 리치 소년 중 한 명이다. Kaufmann은 특히 독일에서 심문을 수행했다.
카우프만은 1944년에 미국 시민이 되었다.
1947년 그는 하버드에서 박사 학위를 받았다. 1년도 채 안 되어 쓴 그의 논문 제목은 "니체의 가치론"이었다. 같은 해에 그는 프린스턴 대학의 철학과에 합류했다. 그리고 그는 미국과 해외에서 방문 약속을 할 것이지만 남은 학업 경력 동안 프린스턴에 머물 것이다.
카우프만은 1980년 9월 4일 59세의 나이로 사망했다.

## 철학적 작업
하퍼스 메거진 1959년 글에서 그는 모든 종교적 가치와 관습, 특히 슐라이어마허에서 시작하여 폴 틸리히와 루돌프 불트만의 저술로 절정에 달한 유럽 대륙의 자유주의적 개신교를 거부했다. 대신에 그는 성경의 예언자, 붓다, 소크라테스와 같은 도덕주의자들을 칭찬했다. 그는 비판적 분석과 지식의 습득이 힘을 해방 시키고 힘을 실어주는 것이라고 주장했다. 그는 욥기의 엄격함과 마틴 부버의 유대적 실존주의를 선호하면서 20세기의 유행하는 자유주의 개신교를 모순과 회피로 가득 찬 것으로 강력하게 비판했다.
Kaufmann은 쇠렌 키르케고르와 카를 야스퍼스의 실존주의에 대해 많은 글을 썼다. 카우프만은 키르케고르의 열정과 자유, 불안, 개인주의에 대한 그의 통찰력에 대해 큰 존경을 표했다. 하지만 카우프만은 키에르케고르의 종교적 견해를 공유하지 않았고 그의 개신교 신학에 대해 비판적이었다.
카우프만은 영어 사용자들이 심각하게 오해하고 있었던, 초기 실존주의자이자 어떤 면에서는 영미 분석 철학의 무의식적인 선구자로서 니체에 대한 해석과 주석으로 유명하다. Michael Tanner는 Nietzsche에 대한 Kaufmann의 주석을 "눈에 거슬리고 자기 참조적이며 통찰력이 부족하다"고 했지만 Llewellyn Jones 는 Kaufmann의 ". . . Nietzsche는 ... 모든 분별력 있는 문학 학생의 통찰력을 심화시킬 수 있다." New Yorker에 따르면, Kaufmann이 "Nietzsche의 ... 사상에 대한 결정적인 연구일 수 있는 것을 생산했다. ."

## 참고 및 참조
1. 1 2 3 4 5 6 7  “Introduction" Walter Kaufmann: Philosopher, Humanist, Heretic, by STANLEY CORNGOLD, Princeton University Press, PRINCETON; OXFORD, 2019, pp. 1–10.
2. 1 2 3 4 5 6  Schacht, Richard (2015). “Kaufmann, Walter Arnold (1921–1980)”. 《Encyclopedia.com》. 2019년 9월 4일에 확인함.
3. 1 2 3 4  Kaufmann, Walter A. (2015년 6월 9일). 〈Prologue〉. 《The Faith of a Heretic: Updated Edition》 (영어). Princeton University Press. 4, 6쪽. ISBN 9780691165486.
4. 1 2 3  “Walter A. Kaufmann | Department of Philosophy”. 《philosophy.princeton.edu》. 2019년 9월 4일에 확인함.
5. ↑  Kaufmann, Walter (February 1959). “Faith of a Heretic” (PDF). 《Harper's Magazine》. 2015년 7월 9일에 확인함.
6. ↑  Kaufmann, W (1980).Discovering the Mind: Goethe, Kant, and Hegel. New York: McGraw-Hill Co., p.26
7. ↑  Tanner, Michael (1994). 《Nietzsche》. Oxford University Press. 84쪽. ISBN 0-19-287680-5.
8. ↑  Jones, Llewellyn, The Humanist, Volume 21 (1961) quoted on the back cover of Kaufmann, Walter Arnold, From Shakespeare to Existentialism (Princeton University Press 1979),
9. ↑  Kaufman, Walter Arnold, Nietzsche: Philosopher, Psychologist, Antichrist (Princeton University Press 1974), on back cover, ISBN 0-691-01983-5, accessed 2012-Jul-29

## 같이 보기
- 미국 철학